# The Clash (Stati Uniti d'America)
The Clash (USA) è la versione statunitense del primo album del gruppo punk rock inglese The Clash, pubblicato nel 1979.

## Descrizione

### Storia
L'album non venne pubblicato immediatamente negli Stati Uniti, perché si pensava non avrebbe riscosso successo sul mercato americano. Invece, due fatti convinsero la Epic a pubblicare la versione americana di The Clash, e cioè che il secondo album della band, Give 'Em Enough Rope, balzò alla posizione 128 della classifica americana di Billboard, e la versione inglese di The Clash era, nel frattempo, diventato il più venduto album di importazione di tutti i tempi negli Stati Uniti. La casa discografica pubblicò quindi nel 1979, una versione modificata dell'album di debutto dei Clash.
Il disco fu pubblicato il 26 luglio del 1979, sei mesi prima dell'uscita di London Calling, e presentava delle differenze salienti nella lista delle tracce. Nello specifico furono rimosse quattro tracce dall'edizione inglese (Deny, Cheat, Protex Blue e 48 Hours), che vennero sostituite da altri cinque pezzi, tra b-side e tracce non facenti parte di altri album (Clash City Rockers, Complete Control, (White Man) in Hammersmith Palais, I Fought the Law e Jail Guitar Doors). Inoltre venne sostituita anche White Riot con la versione presente nel singolo pubblicato in Inghilterra.
Questa versione si posizionò nella classifica di Billboard al posto n. 126, e preparò la strada per il successo commerciale e di critica per London Calling, che sarebbe uscito di lì a poco durante lo stesso anno.

### Copertina
La fotografia del gruppo in copertina non include il batterista Terry Chimes in quanto era di fatto già uscito dal gruppo. La copertina vede Strummer, Jones e Simonon appoggiati a un muro con aria di sfida, mentre sul retrocopertina, emblematica, l'immagine degli scontri a Notting Hill tra polizia e comunità giamaicane a cui Joe e Paul parteciparono e che ispirarono White Riot; infine nei credits Terry Chimes viene chiamato Tory Crimes, traducibile come "i crimini dei Tory", ovvero della destra inglese.

## Tracce
Tutti i brani sono accreditati a Strummer e Jones, dove non altrimenti specificato.
1. Clash City Rockers1 – 3:49
2. I'm So Bored with the U.S.A. – 2:24
3. Remote Control – 3:01
4. Complete Control1 – 3:14
5. White Riot – 1:59
6. (White Man) in Hammersmith Palais1 – 4:00
7. London's Burning – 2:10
8. I Fought the Law1 – 2:41 – (Curtis)
9. Janie Jones – 2:06
10. Career Opportunities – 1:52
11. What's My Name – 1:41 – (Jones, Levene, Strummer)
12. Hate & War – 2:05
13. Police & Thieves – 6:01 – (Murvin, Perry)
14. Jail Guitar Doors1 – 3:05
15. Garageland – 3:12

## Formazione
The Clash
- Joe Strummer - voce, chitarra ritmica, cori
- Mick Jones - chitarra solista, voce, cori
- Paul Simonon - basso, cori
- Terry Chimes - batteria (accreditato come Tory Crimes)
- Topper Headon - batteria, percussioni1

Crediti
- Mickey Foote - produttore
- Lee Perry - produttore di Complete Control
- The Clash - produttore di (White Man) in Hammersmith Palais
- Bill Price & The Clash - produttore di I Fought the Law
- Kate Simon, Rocco Macauley - fotografie

## Classifiche
| Classifica (1979) | Posizione massima |
| ----------------- | ----------------- |
| Stati Uniti       | 126               |